# Đập Soyang
Đập Soyang, còn được gọi là Đập Soyanggang, là một con đập kè trên sông Soyang, 10 km (6 mi) phía đông bắc Chuncheon thuộc tỉnh Gangwon-do, Hàn Quốc. Mục đích của đập là kiểm soát lũ, cung cấp nước và sản xuất thủy điện. Đập được xây dựng vào năm 1967 và hoàn thành vào năm 1973. Đập cao 123 m (404 ft), tạo ra một hồ chứa nước dung tích 2.900.000.000 m3 (2.351.068 acre⋅ft)  và cung cấp nước cho nhà máy điện 200 MW.